# NGC 4468
NGC 4468 је елиптична галаксија у сазвежђу Береникина коса која се налази на NGC листи објеката дубоког неба.
Деклинација објекта је + 14° 2' 57" а ректасцензија 12h 29m 30,9s. Привидна величина (магнитуда) објекта NGC 4468 износи 12,7 а фотографска магнитуда 13,7. Налази се на удаљености од 15,8000 милиона парсека од Сунца. NGC 4468 је још познат и под ознакама UGC 7628, MCG 2-32-90, CGCG 70-122, VCC 1196, PGC 41171.